# Terremoto en Chechenia de 2008
El terremoto en Chechenia de 2008 de magnitud 5,8 ocurrido el 11 de octubre de 2008 a las 09:06:10 UTC en Chechenia, Rusia y duró 40 segundos. Al menos 13 personas, incluyendo 5 niños de los distritos de Gudermés, Shalinsky y Kurchaloyevsky murieron por el sismo y una serie de réplicas, que se sintieron a través del Cáucaso Norte, inclusive en Armenia y Georgia. La cantidad de víctimas puede aumentar a medida que se reciba información desde los distritos más remotos. Adicionalmente, 116 personas resultados heridas.
Daguestán, Ingushieta, Osetia del Norte y Stávropol también sintieron los movimientos, con un total de 16 réplicas entre 3 y 5 en la escala Richter. Algunos temblores duraron más de 30 segundos, causando daño estructural severo en dos distritos de Chechenia, y dejando a 52.000 personas sin energía eléctrica en tres distritos. Las comunicaciones y caminos también fueron interrumpidas.
500 familias de la ciudad de Kurchaloy, necesitaron tiendas de campaña, y el hospital local fue evacuado. Hubo daños mínimos en la capital chechena, Grozny, en su mayoría ventanas rotas.
El presidente de Chechenia, Ramzan Kadyrov, declaró: "Hemos recibido información de daños en varios distritos… Todos y cada uno (de las víctimas) recibirán la ayuda y el apoyo necesario."
16 minutos después del temblor inicial, una fuerte réplica de magnitud 4,3 azotó la región.